# Cunoctona
Genre
Cunoctona est un genre de narcoméduses (hydrozoaires) de la famille des Cuninidae.

## Liste d'espèces
Selon World Register of Marine Species (31 mars 2016), Cunoctona comprend l'espèce suivante :
- Cunoctona lanzarotae Haeckel, 1879